# Elecciones parlamentarias de Hungría de 2010
Las elecciones parlamentarias de Hungría de 2010 fueron las sextas elecciones libres desde la caída del comunismo, y tuvieron lugar entre el 11 y el 25 de abril del mencionado año, con el objetivo de renovar 386 escaños de la Asamblea Nacional. Fue la última vez que la Asamblea Nacional tuvo tal cantidad de miembros, puesto que después de los comicios el legislativo sería reducido hasta los 199. Debido a la precaria situación del gobierno encabezado por el Partido Socialista Húngaro (MSZP), el primer ministro Ferenc Gyurcsány había dimitido en abril de 2009, siendo reemplazado por Gordon Bajnai. La popularidad de Gyurcsány estaba en franco descenso después de haber admitido en un discurso privado que había engañado al electorado, utilizando además términos despectivos para referirse a su propio país, y se esperaba que los comicios fueran un duro castigo electoral para su partido.
El resultado fue una indiscutida y arrolladora victoria para Fidesz-Unión Cívica Húngara, hasta entonces principal partido de la oposición, que obtuvo el 52.73% de los votos y una mayoría absoluta récord de 263 escaños, la más alta desde la restauración democrática, en contraste con el MSZP, que fue expulsado del poder sufriendo la mayor derrota para un gobierno en funciones desde 1994 al perder casi un millón y medio de votos y 131 escaños con respecto a las anteriores elecciones. Conservó, sin embargo, un segundo lugar muy débil, con menos del 20% de los votos y 59 bancas.
Otra sorpresa de la jornada fue el Movimiento por una Hungría Mejor, conocido como Jobbik, partido considerado de extrema derecha y neofascista, que en los anteriores comicios no había logrado ingresar al parlamento debido a la polarización entre Fidesz y el MSZP, y que en estas elecciones logró constituirse como tercera fuerza nacional con un 16.67% de los sufragios y 47 escaños. En último lugar en el reparto de escaños quedó la formación La Política Puede Ser Diferente, con un 7.48% y 16 bancas. Hubo además un candidato independiente, Oszkár Molnár, antiguo miembro de Fidesz, que logró resultar electo y ocupó el escaño restante.
Con este resultado, Viktor Orbán, líder de Fidesz, fue investido primer ministro de Hungría el 29 de mayo de 2010. Su sólida victoria le había dado a su partido la mayoría de dos tercios del legislativo, necesaria para modificar la constitución. De este modo, el nuevo gobierno introdujo una controvertida reforma electoral que reducía el parlamento a 199 escaños.

## Antecedentes
Poco después de haber logrado una estrecha reelección, el 17 de septiembre de 2006 surgió una grabación del primer ministro Ferenc Gyurcsány, dando un discurso con un notable lenguaje obsceno, en el que se destaca haber dicho: "No hay mucha elección. No, porque lo arruinamos todo. No un poco, mucho. Ningún país europeo ha hecho algo tan desquiciado como nosotros. Evidentemente, mentimos durante el último año y medio, durante dos años. Estaba totalmente claro que lo que estábamos diciendo no era verdad. No podemos citar ninguna medida gubernamental importante de la que podamos estar orgullosos, aparte de que al final logramos sacar al gobierno del abismo. Nada. Si tenemos que dar cuenta al país sobre lo que hicimos durante cuatro años, entonces, ¿qué decimos?". Gyurcsány también dijo cosas que pueden interpretarse como admitir haber pedido medios clandestinos o apoyo de capital privado.
Poco después del escándalo, Gyurcsány admitió públicamente la autenticidad de la grabación, pero remarcó que "en una reunión cerrada, una persona habla diferente a como lo hace antes la cámaras". Al principio se realizaron algunas manifestaciones espontáneas pacíficas, exigiendo la rápida renuncia del gobierno y la convocatoria a nuevas elecciones. Sin embargo, cuando la renuencia a renunciar tanto de parte de Gyursány como de los legisladores electos se hizo evidente, comenzaron manifestaciones masivas, de más 40.000 personas, en todo Budapest. La policía consideró que la manifestación era legal, argumentando que las reglas aplicables durante el período de la campaña hacia las próximas elecciones municipales permiten tales reuniones políticas con poco aviso. La noche del 18 de septiembre, sin embargo, cuando los manifestantes trataron de ingresar a una sede de Magyar Televízió (Televisión Húngara) por la fuerza, la policía les negó el paso y se desataron disturbios. Finalmente, los manifestantes lograron ingresar a la estación a expresar sus demandas, pero como la estación de televisión ya había dejado de transmitirse debido a los disturbios, no se transmitió en vivo.
Las protestas continuaron durante varios meses, pero hacia el final del año 2006, ante el agotamiento público, finalmente estas cesaron, y luego de hacer algunos cambios de gabinete, Gyurcsány logró conservar exitosamente el gobierno hasta casi el final de la legislatura. Sin embargo, la popularidad de su partido, y de la izquierda política en general dentro de Hungría ya estaba profundamente socavada. Pese a esto, el país disfrutó de un alto crecimiento económico hasta que la crisis económica mundial golpeó a fines de 2008. El país evitó la bancarrota gracias a un rescate internacional de 20.000 millones de euros del Fondo Monetario Internacional, el Banco Mundial y la Unión Europea. Sin embargo, el gobierno no logró impulsar medidas para reactivar la economía y Gyurcsány renunció en marzo de 2009. El entonces ministro de Economía, Gordon Bajnai, que acordó asumir el cargo hasta que las elecciones de 2010, aprobó las más estrictas medidas económicas requeridas bajo el rescate. El programa de austeridad de su gobierno incluyó aumentos de impuestos y recortes salariales y jubilatorios. Para principios de 2010, el desempleo era del 11% y si bien la inflación no fue significativa, los salarios reales disminuyeron.

## Etapa preelectoral

### Campaña
Fidesz hizo campaña bajo el lema "¡Ya es la hora!" (en húngaro: Itt az ido!) y propuso un programa nacionalista de gobierno, prometiendo crear un millón de empleos, aumentar los préstamos, apoyar a las pequeñas empresas y reducir los impuestos.
Jobbik, fundado en 2003, es un partido conocido por su retórica antigitana y antisemita. Ganó casi el 15% de los votos en las elecciones al Parlamento Europeo en junio de 2009. El líder de Jobbik, Gábor Vona argumentó que "Hungría pertenece a los húngaros". En 2007, Jobbik había establecido la Guardia húngara, cuyos miembros visten uniformes similares a los usados por el fascista Partido de la Cruz Flechada antes de la Segunda Guerra Mundial. Vona se comprometió a usar el uniforme de la Guardia Húngara en su primer día en el parlamento.
El primer ministro Bajnai, que no participaba en las elecciones de 2010, instó a los partidos moderados a unirse contra los extremistas. Argumentó que Jobbik demolería la democracia húngara, etiquetando al partido públicamente como "el monstruo". Los medios se centraron en un posible cambio de poder y la aparición de la fuerza extremista en la Asamblea Nacional. El MSZP respaldó Attila Mesterházy, un economista de 36 años, como su candidato para el primer ministro.
Por su parte, el líder de La Política Puede Ser Diferente (LMP), Andras Schiffer, se comprometió a ofrecer una "revolución verde" que incluyera no solo objetivos de protección ambiental, sino también soluciones a los problemas de empleo. El LMP también prometió restablecer la esperanza en los asuntos públicos, centrándose en políticas transparentes y anticorrupción para renovar la democracia húngara. A pesar de ser un recién llegado, el LMP estaba ganando terreno gracias a sus motivados activistas.

### Controversias preelectorales
La campaña electoral estuvo marcada por un ascenso político de los partidos de derecha y particularmente de extrema derecha. En este sentido, los medios extranjeros citaron tendencias ominosas con respecto a los resultados electorales. Un miembro del Parlamento por Fidesz, Oszkár Molnár, fue criticado por su retórica antisemita, al declarar: "amo a Hungría, amo a los húngaros, y prefiero los intereses húngaros al capital financiero global, o capital judío, si quiere, que quiere devorar al mundo entero, pero especialmente a Hungría". Más tarde dijo que fue solo una respuesta a un discurso del Presidente de Israel Shimon Peres en el que Peres dijo que su país busca "colonizar" Hungría cuando habló de las inversiones de Israel en el exterior. Peres dijo que Israel estaba "comprando Manhattan, Polonia, Hungría..." Aunque calificó las declaraciones de "vergonzosas", Orbán respondió que no expulsarían a Molnár de Fidesz porque no había violado los estatutos del partido.
Sin embargo, más tarde Molnár emitió más comentarios controvertidos sobre las mujeres gitanas, afirmando que las gitanas embarazadas deliberadamente trataban de inducir defectos al feto "golpeándose el vientre con martillos de goma" a fin de recibir subsidios por discapadidad. Esta declaración le valió ser expulsado del partido, aunque se presentó a la reelección como candidato independiente en una circunscripción uninominal, resultando electo. A pesar de estas situaciones, varios analistas predijeron la aplastante victoria de Fidesz debido a la debilidad del socialismo saliente, y afirmaron que la tolerancia de la dirigiencia del partido a aquellos comentarios y esa clase de retórica se debía a su miedo a que los elementos extremistas expulsados del partido decidieran unirse a Jobbik, fortaleciendo a la extrema derecha. Orbán se apresuró a aclarar al momento de la campaña que jamás se le ocurriría entrar en una coalición con Jobbik.

### Encuestas de opinión
Como las encuestas mostraban que tanto el Foro Democrático de Hungría (MDF) como la Alianza de los Demócratas Libres (SZDSZ) probablemente no llegarían al parlamento por sí solos, acordaron una cooperación electoral limitada, que en última instancia no serviría. En marzo de 2010, las encuestas también mostraron que el parlamento húngaro después de las elecciones probablemente estaría completamente dominado por Fidesz, con un control de entre un 53 y un 67% de los escaños, seguido por un magro segundo lugar, de entre el 18 y el 22%, muy disputado entre el Partido Socialista Húngaro y Jobbik.
| Encuestadora       | Publicación | Fidesz | MSZP  | Jobbik | LMP  | MDF  | Otros |
| ------------------ | ----------- | ------ | ----- | ------ | ---- | ---- | ----- |
| Encuestadora       | Publicación |        |       |        |      |      | Otros |
| Encuestadora       | Publicación |        |       |        |      |      | Otros |
| Medián             | 25/11/2009  | 66.0%  | 19.0% | 10.0%  | 2.0% | 1.0% | 1.0%  |
| Tárki              | 25/11/2009  | 68.0%  | 17.0% | 11.0%  | 1.0% | 1.0% | n/a   |
| Századvég-Forsense | 26/11/2009  | 59.0%  | 20.0% | 12.0%  | 3.0% | 3.0% | 3.0%  |
| Tárki              | 16/12/2009  | 63.0%  | 19.0% | 12.0%  | 3.0% | 3.0% | n/a   |
| Századvég-Forsense | 21/12/2009  | 64.0%  | 17.0% | 9.0%   | 3.0% | 2.0% | 4.0%  |
| Medián             | 25/12/2009  | 61.0%  | 23.0% | 9.0%   | 2.0% | 1.0% | 3.0%  |
| Szonda Ipsos       | 17/01/2010  | 63.0%  | 21.0% | 12.0%  | 2.0% | n/a  | 1.0%  |
| Forsense           | 21/01/2010  | 59.0%  | 17.0% | 15.0%  | 5.0% | 3.0% | n/a   |
| Medieval           | 21/01/2010  | 65.0%  | 19.0% | 10.0%  | 3.0% | 1.0% | 2.0%  |
| Századvég-Kód      | 26/01/2010  | 59.0%  | 23.0% | 10.0%  | 4.0% | 2.0% | n/a   |
| Tárki              | 27/01/2010  | 62.0%  | 22.0  | 11.0%  | 3.0% | 1.0% | n/a   |
| Szonda Ipsos       | 12/02/2010  | 58.0%  | 22.0% | 14.0%  | 2.0% | 1.0% | 3.0%  |
| Századvég-Kód      | 18/02/2010  | 58.0%  | 23.0% | 10.0%  | 5.0% | 3.0% | n/a   |
| Forsense           | 22/02/2010  | 59.0%  | 18.0% | 14.0%  | 2.0% | 5.0% | 1.0%  |
| Medián             | 24/02/2010  | 63.0%  | 18.0% | 15.0%  | 2.0% | 1.0% | 1.0%  |
| Tárki              | 03/03/2010  | 61.0%  | 22.0% | 11.0%  | 2.0% | 3.0% | 1.0%  |
| Szonda Ipsos       | 11/03/2010  | 57.0%  | 20.0% | 17.0%  | 1.0% | 3.0% | 1.0%  |
| Nézőpont Intézet   | 14/03/2010  | 56.0%  | 16.0% | 16.0%  | 5.0% | 5.0% | 0.0%  |
| Medián             | 17/03/2010  | 57.0%  | 21.0% | 18.0%  | 1.0% | 2.0% | 1.0%  |
| Szonda Ipsos       | 18/03/2010  | 64.0%  | 12.0% | 13.0%  | 3.0% | 5.0% | 3.0%  |
| Gallup             | 25/03/2010  | 67.0%  | 15.0% | 14.0%  | 1.0% | 4.0% | 0.0%  |
| Századvég-Kód      | 29/03/2010  | 59.0%  | 16.0% | 17.0%  | 3.0% | 3.0% | n/a   |
| Szonda Ipsos       | 06/04/2010  | 62.0%  | 20.0% | 13.0%  | 1.0% | 3.0% | 1.0%  |
| Nézőpont Intézet   | 07/04/2010  | 63.0%  | 15.0% | 11.0%  | 4.0% | 7.0% | n/a   |
| Tárki              | 07/04/2010  | 61.0%  | 18.0% | 12.0%  | 2.0% | 7.0% | 0.0%  |
| Századvég-Kód      | 07/04/2010  | 59.0%  | 18.0% | 15.0%  | 3.0% | 5.0% | n/a   |
| Századvég-Kód      | 07/04/2010  | 59.0%  | 17.0% | 17.0%  | 2.0% | 4.0% | n/a   |
| Gallup             | 08/04/2010  | 59.0%  | 16.0% | 17.0%  | 3.0% | 5.0% | 0.0%  |
| Forsense           | 08/04/2010  | 60.0%  | 19.0% | 12.0%  | 2.0% | 6.0% | 1.0%  |

## Jornada electoral

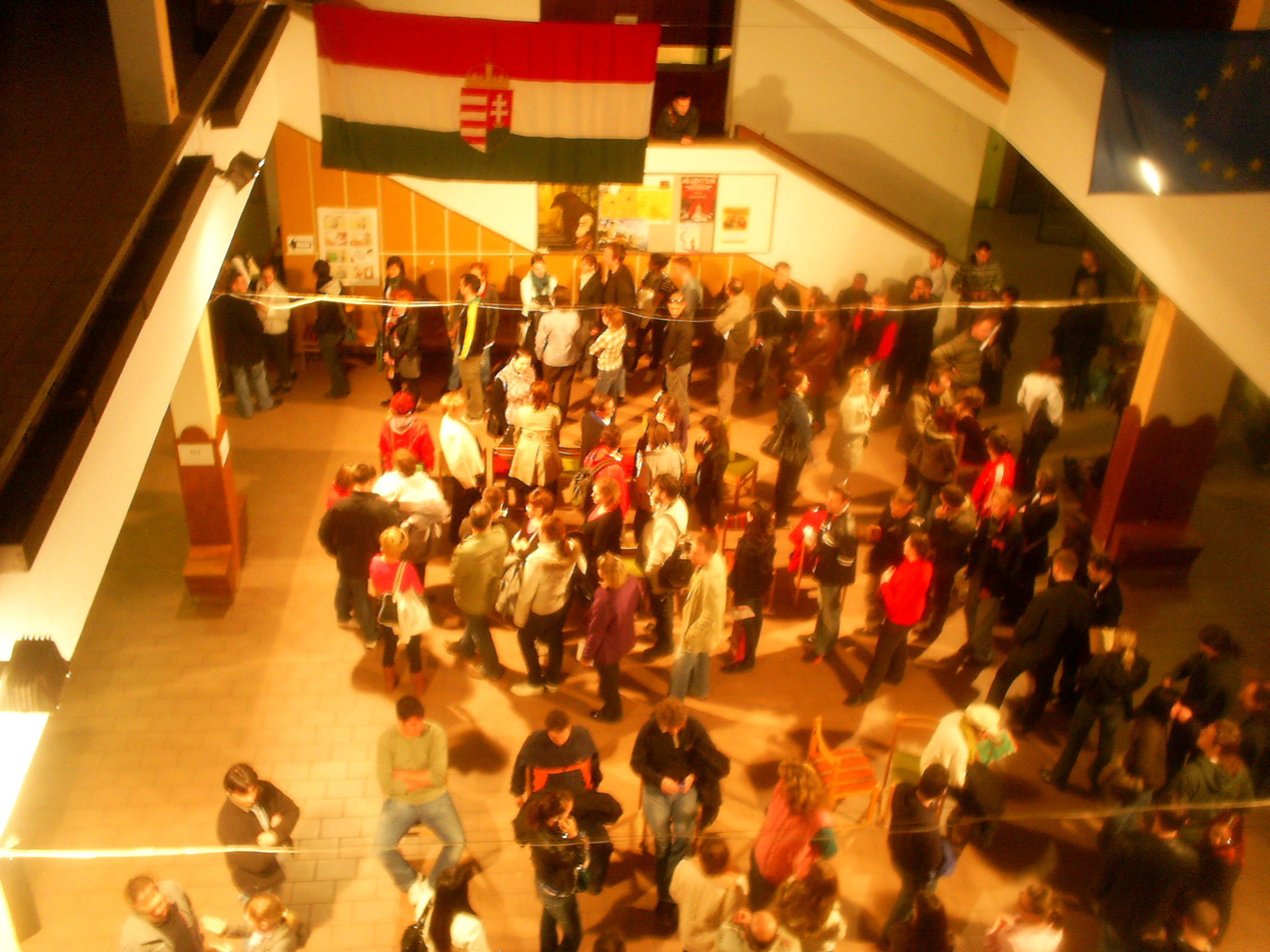
Como consecuencia del permiso para votar fuera del distrito, se formaron largas filas alrededor de varios centros electorales. Situación a las 19:15.

La primera vuelta de la elección se desarrollaría entre las 7:00 de la mañana y las 19:00 del 11 de abril, aunque se extendió el horario mucho más de lo esperado debido a la alta participación y a ciertos trastornos que dificultaron el proceso, por lo que la votación terminó en algunos distritos a la 1:15 de la madrugada del 12 de abril. Las condiciones de votación fueron consideradas "escandalosas" en varios lugares, porque según una enmienda a la ley adoptada en 2007, los votantes que quisieran votar fuera de su distrito de residencia podrían votar en un lugar distinto bajo ciertas condiciones. Esto provocó que varios centros de votación en Budapest, preparados para contener de ochocientas o mil doscientas personas, no pudieran recibir a las más de dos mil o tres mil personas que llegaron a sufragar. La votación se ralentizó aún más debido a que estos votantes tuvieron que registrarse por separado, uno por uno. En el transcurso del día, las condiciones caóticas empeoraron considerablemente al acercarse la noche. En estos distritos electorales, cientos de metros de filas surgieron con horas de espera.
La Comisión Electoral Nacional (Országos Választási Bizottság, y abreviado como OVB) estuvo indefensa todo el día y no hizo nada para manejar la situación. Los colegios electorales deberían haber cerrado a las 19 en punto, pero decidieron que quien viniera a la cola antes de las 7 podría votar. Horas antes de las 19:00, la OVB decidió extender la veda electoral hasta que el último votante emitiera sufragio. Dado que esta decisión fue tardía, muchos medios no lo conocieron a tiempo y anunciaron encuestas de salida. Después de que la decisión se hizo pública, la mayoría de los medios interrumpieron sus transmisiones y no emitieron más datos, pero gran parte de estas encuestas ya habían sido publicadas en internet, y la OBV fue incapaz de actuar con respecto a eso. Los analistas políticos y dirigentes de la oposición e incluso oficialistas declararon que la situación era vergonzosa, y denunciaron a la OBV como "inoperante". András Jóri, el Comisionado de Protección de Datos, inició una investigación del caso.

## Resultados
|  | 52.73 % |

|  | 53.44 % |

|  | 19.30 % |

|  | 21.28 % |

|  | 16.67 % |

|  | 16.37 % |

|  | 7.48 % |

|  | 5.05 % |

|  | 2.67 % |

|  | 1.42 % |

|  | 0.89 % |

|  | 0.68 % |

|  | 0.11 % |

|  | 0.11 % |

|  | 0.15 % |

|  | 0.97 % |

|  | 0.66 % |

|  | 99.23 % |

|  | 98.89 % |

|  | 0.77 % |

|  | 1.11 % |

|  | 100.00 % |

|  | 100.00 % |

|  | 64.36 % |

## Investidura
La investidura de Viktor Orbán como primer ministro se realizó el 29 de mayo de 2010. Votaron 261 diputados a favor de Orbán y 107 en contra. No hubo abstenciones, pero estuvieron ausentes 18 de los diputados electos. El gabinete fue aprobado y Orbán juró el cargo ahí mismo, convirtiéndose en jefe del gobierno húngaro por segunda vez.
| Candidato | Fecha                                                    | Voto |     |    |    |    |  | Total   |
| --- | -------------------------------------------------------- | ---- | --- | -- | -- | -- |  | ------- |
| Viktor Orbán (Fidesz)                                                                                                 | 29 de mayo de 2010 Mayoría requerida: Absoluta (194/386) | Sí   | 261 |    |    |    |  | 261/386 |
| Viktor Orbán (Fidesz)                                                                                                 | 29 de mayo de 2010 Mayoría requerida: Absoluta (194/386) | No   |     | 54 | 40 | 13 |  | 107/386 |
| Viktor Orbán (Fidesz)                                                                                                 | 29 de mayo de 2010 Mayoría requerida: Absoluta (194/386) | Abs. |     |    |    |    |  | 0/386   |
| Faltaron a la votación 18 diputados: 7 de Jobbik, 5 del MSZP, 3 de LMP, 2 de Fidesz y el independiente Oszkár Molnár. |                                                          |      |     |    |    |    |  |         |